# Ne poslat' li nam... gonca?
Ne poslat' li nam... gonca? (Не послать ли нам… гонца?) è un film del 1998 diretto da Valerij Čikov.

## Trama
Il film racconta di un contadino in rovina che va a Mosca con la speranza di trovare la verità e varie avventure gli capitano lungo la strada.